# شیماتاری
شیماتاری (به لاتین: Schimatari) یک شهرک در یونان است که در Tanagra Municipality واقع شده‌است.